# 2027 (numero)
Duemilaventisette (2027) è il numero naturale dopo il 2026 e prima del 2028.

## Proprietà matematiche
- È un numero dispari.
- È un numero primo. 
  - È un numero primo di Chen.
- È un numero difettivo.
- È esprimibile in un solo modo come somma di due quadrati: 2027 = 1936 + 91 = 442 + 92.
- È un numero poligonale centrale.
- È un numero nontotiente in quanto dispari e diverso da 1.
- È un numero odioso.
- È un numero intero privo di quadrati.
- È parte delle terne pitagoriche: (660, 1927, 2027), (2027, 2052672, 2052673).

## Astronomia
2027 Shen Guo è un asteroide della fascia principale del sistema solare.

## Astronautica
Cosmos 2027 è un satellite artificiale russo.